# رویدادنامه ستاره‌شناسی بابل

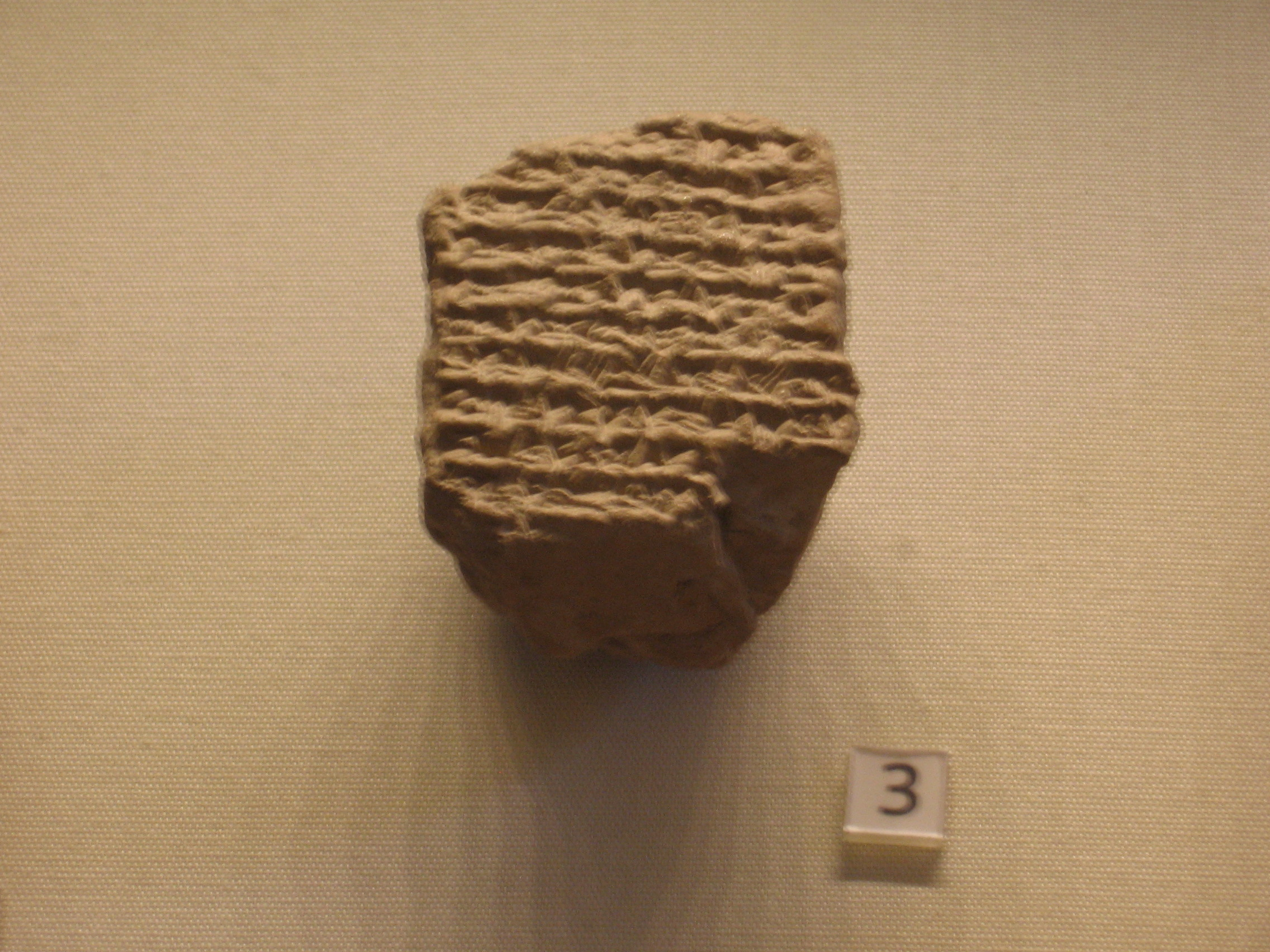
یکی از الواح رویدادنامهٔ ستاره‌شناسی بابل، حاوی گزارش مرگ اسکندر مقدونی. (موزهٔ بریتانیا)

رویدادنامه ستاره‌شناسی بابل مجموعه ای از الواح میخی بابلی است که توسط شهروندی ناشناس به ضبط درآمده. این الواح شامل سوابق منظمی از مشاهدات نجومی و رویدادهای سیاسی و همچنین پیش‌بینی‌ها، براساس این مشاهدات است؛ همچنین شامل اطلاعات دیگری مانند قیمت کالاها برای تاریخ‌های خاص و گزارش‌های هواشناسی اند. این الواح از مهم‌ترین منابع تاریخ بابل و همچنین تاریخ جهان باستان هستند.
هم‌اکنون این مجموعه در موزهٔ بریتانیا نگهداری می‌شود.